# Norbelana
Norbelana, dawniej Fabryka Karola Eiserta – fabryka znajdująca się, do czasu wyburzenia w 2005 roku, w Łodzi przy ulicy Żeromskiego 118.

## Historia
W 1906 roku Karol Rajmund Eisert został jedynym właścicielem terenu. Kiedy otrzymał pożyczkę z Towarzystwa Kredytowego, rozpoczął rozbudowę i modernizację firmy. W 1910 roku wybudował pięciokondygnacyjną przędzalnię.
W roku 1913 kompleks fabryczny składał się z tkalni mechanicznej, przędzalni, farbiarni, drukarni, warsztatu ślusarskiego oraz stolarni. W 1920 roku powołano Spółkę Akcyjną Wyrobów Wełnianych K. Eiserta o charakterze rodzinnym. W czasie II wojny światowej fabrykę prowadzili nadal członkowie rodziny Eisertów.
Najcenniejszym architektonicznie obiektem była tkalnia zbudowana w 1898 i 1912 roku według projektu Stanisława Stebelskiego. Wyniosła bryła fabryki posiadała trzy wieże bogato rozczłonkowane wraz z historyzującym detalem w postaci blend, podwójnymi prześwitami i ceglanymi fryzami geometrycznymi. Przędzalnia posiadała delikatne cechy wczesnego modernizmu. Całość kompleksu nawiązywała do schematu XIX-wiecznego zabudowy przemysłowej w Łodzi.
W 1945 roku fabryka została upaństwowiona i od 1950 roku nosiła imię Norberta Barlickiego. W latach 70. otrzymała też równoległą nazwę handlową – „Norbelana”. W 1998 roku ogłoszono jej upadłość, a w 2001 roku nieruchomość kupił nowy inwestor, izraelski biznesmen i milioner Mordechaj Zisser. W pofabrycznych budynkach miało powstać centrum handlowo-rozrywkowe pod nazwą „Łódź Plaza Centrum”.
W czerwcu 2005 roku kompleks został wyburzony.